# 宍喰川
宍喰川（ししくいがわ）は、徳島県海部郡海陽町を流れる二級河川である。延長11.127km。

## 地理
海部郡海陽町小谷の水源から太平洋に注ぐ。すぐ側を徳島県道301号久尾宍喰浦線が走る。

## 支流
- 広岡川
- 日比原川
- 板瀬川

## 流域の主な施設
- 阿佐海岸鉄道宍喰駅
- 道の駅宍喰温泉

## 流域の自治体
徳島県
海部郡海陽町